# Nazarabad
Nazarabad este un oraș din Iran.